# NGC 3626
NGC 3626 (NGC 3632) é uma galáxia espiral (S0-a) localizada na direcção da constelação de Leo. Possui uma declinação de +18° 21' 24" e uma ascensão recta de 11 horas, 20 minutos e 03,6 segundos.
A galáxia NGC 3626 foi descoberta em 22 de Fevereiro de 1784 por William Herschel.